# Auricupride
L'auricupride (simbolo IMA: Auc) è un minerale raro del supergruppo della perovskite e del sottogruppo dell'auricupride nell'ambito del gruppo delle perovskiti non stechiometriche appartenente alla classe minerale degli elementi nativi con la composizione chimica idealizzata Cu3Au ed è quindi, da un punto di vista chimico, una lega naturale di rame e oro con il rapporto di quantità della sostanza di 3:1.

## Etimologia e storia
Il minerale prende il nome dai nomi latini degli elementi coinvolti: aurum per l'oro e cuprum per il rame.
Come formazione minerale naturale, l'auricupride è stato scoperto per la prima volta nel giacimento d'oro "Zolotaya Gora", più precisamente nella miniera in seguito chiamata "Miniera nº 9", che si trova tra le gole di Alekseevskii e Novyi sulla cresta del Karabash vicino all'omonima città nell'oblast' di Čeljabinsk (Urali meridionali, Russia). La prima descrizione di questo giacimento e dell'oro color rame è stata fatta nel 1908 da A. Nikolaev. Una descrizione mineralogica precisa dell'oro di rame di Karabash fu seguita nel 1935 e nel 1939 da M.P. Lozhechkin, che è considerato lo scopritore del minerale, che propose il nome cuproauride. Una prima composizione chimica del minerale è stata determinata da K.A. Nenadkevich con una proporzione del 74,33% in peso di oro, del 20,39% di rame e una proporzione inferiore fino al 4,49% in peso di argento, motivo per cui l'auricupride argentea è ora considerata una varietà (chiamata argentocuproauride).
Il composto Cu3Au era già noto come prodotto sintetico prima che il minerale fosse descritto per la prima volta; il nome proposto da Ložechkin fu cambiato in auricupride nel 1950 da Paul Ramdohr.

## Classificazione
Nella Sistematica dei lapis (Lapis-Systematik) di Stefan Weiß il minerale si trova nella classe degli "elementi" e nella sottoclasse dei "metalli, composti intermetallici e leghe", dove l'auricupride forma il sistema nº I/A.01 insieme ad anyuiite, argento nativo, bogdanovite, cuproauride, hunchunite, novodneprite oro nativo, rame nativo, tetra-auricupride e yuanjiangite.
La classica nona edizione della sistematica minerale di Strunz, che è stata aggiornata l'ultima volta dall'Associazione Mineralogica Internazionale (IMA) nel 2009, elenca l'auricupride nella classe "1. Elementi nativi" e nella sottoclasse "1.A Metalli e leghe intermetalliche"; questa viene ulteriormente suddivisa con riferimento al metallo presente con maggior quantità nel minerale, in modo tale che l'auricupride possa essere trovata nella sezione "1.AA Famiglia del rame-cupalite" dove insieme a cuproauride forma il sistema nº 1.AA.10.a.
Anche nell'edizione successiva, proseguita dal database "mindat.org" e chiamata Classificazione Strunz-mindat, l'auricupride mantiene la stessa posizione.
Anche la classificazione dei minerali secondo Dana, che viene utilizzata principalmente nel mondo anglosassone, elenca l'auricupride nella classe "elementi" e lì nella sottoclasse degli "elementi metallici diversi dal gruppo del platino"; qui è nel "gruppo dell'auricupride" con il sistema nº 01.01.02 e gli altri membri tetra-auricupride e yuanjiangite.

## Abito cristallino
L'auricupride cristallizza nel sistema cubico con il gruppo spaziale Pm3m (gruppo nº 221) con la costante di reticolo a = 3,753(5) Å e 1 unità di formula per cella unitaria.

## Proprietà
L'auricupride è molto più scuro dell'oro; nell'olio, l'auricupride riflette anche la luce con una sorprendente tonalità rosa-violacea. Inoltre è resistente agli agenti atmosferici e all'ossidazione delle superfici come al contrario accade per l'oro.
L'auricupride ha una durezza maggiore rispetto all'oro puro o contenente argento ed è quindi meno deformabile quando è in fogli sottili.

## Modificazioni e varietà
L'auricupride forma due varietà, l'argentocuproauride e la rozhkovite. L'argentocuproauride contiene argento, oltre all'oro e al rame. La varietà rozhkovite, contenente palladio, era considerata un minerale a sé stante fino a quando non è stata più riconosciuta come tale dall'IMA nel 2006.

## Origine e giacitura
L'auricupride si forma a basse temperature mediante l'ordinamento e la demiscelazione di leghe rame-oro nella serpentinite, dove è in paragenesi con oro, rame e altre leghe oro-rame.
Essendo una rara formazione mineraria, l'auricupride è stata rilevata solo in pochi siti.
Oltre alla sua località tipo "Zlatoya Gora" negli Urali, l'auricupride in Russia è stata trovata anche nel massiccio di Kondër nel territorio di Chabarovsk e nell'altopiano dell'Aldan nella Repubblica di Sacha, così come vicino a Pavlovsk nel territorio del Litorale (circondario federale dell'Estremo Oriente), nel deposito di rame-nichel di Talnach nella regione mineraria di Norilsk-Talnakh (Siberia Orientale) e nella terra di Alessandra nell'oblast' di Arcangelo.
L'unico sito conosciuto in Svizzera è nel distretto di Rheinfelden (Canton Argovia).
Altri siti noti, solo per citarne alcuni, sono: il campo minerario di "Wilson River" in Tasmania; nelle province di Salta e di San Juan in Argentina; nei distretti di Mehedinți e di Vâlcea in Romania; nelle municipalità locali di Umzimvubu e di Mogalakwena (Sudafrica).

## Forma in cui si presenta in natura
L'auricupride forma aggregati massicci, molto sottili, piatti fino a circa 100 μm, con colore che varia dal giallo bronzo al rosso rame. Al microscopio a luce riflessa, il minerale appare rosato-violaceo e il colore del suo striscio è giallo.